# Conner (Montana)
Conner – jednostka osadnicza w Stanach Zjednoczonych, w stanie Montana, w hrabstwie Ravalli.